# Municipio de Apple Creek (Dakota del Norte)
El municipio de Apple Creek (en inglés: Apple Creek Township) es un municipio ubicado en el condado de Burleigh en el estado estadounidense de Dakota del Norte. En el año 2010 tenía una población de 2652 habitantes y una densidad poblacional de 29,34 personas por km².

## Geografía
El municipio de Apple Creek se encuentra ubicado en las coordenadas 46°44′59″N 100°38′2″O / 46.74972, -100.63389. Según la Oficina del Censo de los Estados Unidos, el municipio tiene una superficie total de 90.39 km², de la cual 90,27 km² corresponden a tierra firme y (0,13 %) 0,12 km² es agua.

## Demografía
Según el censo de 2010, había 2652 personas residiendo en el municipio de Apple Creek. La densidad de población era de 29,34 hab./km². De los 2652 habitantes, el municipio de Apple Creek estaba compuesto por el 97,25 % blancos, el 0,11 % eran afroamericanos, el 1,47 % eran amerindios, el 0,11 % eran asiáticos, el 0,19 % eran de otras razas y el 0,87 % eran de una mezcla de razas. Del total de la población el 1,06 % eran hispanos o latinos de cualquier raza.